# Сорокин, Николай Егорович
Никола́й Его́рович Соро́кин (19 декабря 1921, Александровка, Тамбовская губерния — 15 сентября 1975, Горловка, Донецкая область) — участник Великой Отечественной войны, полный кавалер ордена Славы.

## Биография
Родился в крестьянской семье. Окончил 4 класса. Работал шофёром.
В 1940 году был призван в Красную Армию. После начала Великой Отечественной войны с июля 1941 года на фронте.
Служил командиром миномётного расчёта 641-го стрелкового полка 165-й стрелковой дивизии.
18 июля 1944 года в бою за населённый пункт Парыдубы сержант Николай Сорокин заменил выбывшего из строя командира взвода. Под его командой миномётчики уничтожили 2 пулемёта, склад боеприпасов и до 15 солдат противника.
3 августа 1944 года в боях у города Седльце (Польша) поразил 2 пулемёта и до 10 солдат противника.
В боях с 14-27 января 1945 года при прорыве вражеской обороне у городе Сероцк расчёт старшего сержанта Сорокина подавил 4 пулемёта противника и уничтожил более 20 солдат противника.
Демобилизовался в 1946 году. Жил в городе Горловка, где работал шофёром на авторемонтном заводе.

## Награды
- Орден Славы 3 степени — 21 сентября 1944 (№ 506835)
- Орден Славы 3 степени — 11 октября 1944 (позднее перенаграждён в соответствии со статутом ордена)
- Орден Славы 2 степени — 28 февраля 1945 (№ 10824)
- Орден Славы 1 степени — 7 мая 1974 года (№ 1919) (перенаграждён с двойного ордена 3 степени)
- Орден Красной Звезды
- медали